# Kítsos Tzavélas
Kítsos Tzavélas (grec moderne : Κίτσος Τζαβέλας) est un combattant de la guerre d'indépendance et un homme d'État grec. Né à Soúli (Épire) vers 1800, il est le deuxième fils de Fótos Tzavélas (el) et le petit-fils de Lámbros Tzavélas (en), tous deux célèbres pour leur rôle dans la lutte contre Ali Pacha de Janina, le gouverneur de l'Épire. Il est élevé en exil à Corfou.

## Carrière
Tzavélas joue un rôle important lors de la guerre d'indépendance de 1821 aux côtés de Geórgios Karaïskákis. Pendant la seconde guerre civile, fin 1824, il participe aux combats contre les rebelles du Péloponnèse, attaquant le « fief » des Zaḯmis, le village de Kerpiní près de Kalávryta, où s'étaient retranchés Andréas Zaḯmis, Andréas Lóndos et Nikítas Stamatelópoulos. 
Il se fait remarquer lors des combats du quatrième siège de Missolonghi ; il rejoint la garnison en août 1825. Il commande les troupes qui défendent l'îlot de Klísova le 6 avril 1826 et survit à la sortie finale des Grecs à la fin du mois.
Toujours dans l'entourage de Karaïskákis, il participe aux combats autour d'Athènes en 1827 ; après la mort de ce dernier, il prend le commandement de l'armée irrégulière, mais sans posséder son autorité et son aura. Lors de la bataille de Phalère, peu après, il est à la tête des troupes de soutien censées aider la colonne d'attaque, mais son armée n'effectue pas les mouvements prévus et une partie s'enfuit ; il est même accusé par l'amiral Cochrane d'avoir exigé d'être payé avant d'obéir, et par Gordon d'avoir obtenu des fonds en revendant aux Ottomans une partie des provisions de l'armée grecque.
Après l'arrivée en Grèce de Ioánnis Kapodístrias, Tzavélas libère une grande partie de la Grèce centrale.
Après l'indépendance, Tzavélas devient un partisan de Kapodístrias et un leader du parti russe. Accusé de préparer un complot contre le roi en 1834, Tzavélas est emprisonné avec d'autres représentants du Parti russe. À la majorité du roi Othon Ier de Grèce en 1835, Tzavélas est relâché et devient aide de camp du roi. Il passe peu à peu sous l'influence française et devient un des membres éminents du parti français.
Il fait partie des représentants des Souliotes lors de l'assemblée constituante chargée de rédiger la constitution après le coup d'État du 3 septembre 1843.
Il est nommé ministre de la guerre en 1844 et premier ministre en 1847-1848. Le déclin de l'influence française après la révolution de 1848 en France l'oblige à quitter le pouvoir.
Il entre au Sénat du royaume de Grèce en octobre 1850.
Ennemi personnel de Yánnis Makriyánnis, il préside le procès au cours duquel celui-ci est condamné à mort en 1853.
Kítsos Tzavélas décède le 21 mars 1855.